# Импедансометрия пищевода
Импедансометри́я пищево́да — диагностическая процедура, основанная на измерении на переменном токе импедансов между несколькими электродами, расположенными на специальном импедансометрическом зонде, вводимом в пищевод пациента. Обычно выполняется в комплексе с pH-метрией пищевода (и в этом случае называется импеданс-pH-метрия), для чего используются pH-электроды, расположенные на этом же зонде.
Новая диагностическая процедура, предназначенная для исследования некислых гастроэзофагеальных рефлюксов. Первые работы по пищеводной импедансометрии выполнены Дж. Силни (англ. J. Silny) в 1990 году (Castell D. O., 2005).

## Зачем нужна импедансометрия пищевода
В настоящее время международным стандартом диагностики гастроэзофагеальной рефлюксной болезни (ГЭРБ) является суточная pH-метрия. Критерием появления гастроэзофагеального рефлюкса считается понижение pH в пищеводе ниже 4 ед. на уровне 5 см выше верхнего края нижнего пищеводного сфинктера. Однако современные исследования показывают, что симптомы ГЭРБ нередко вызываются не кислым содержимым желудка, а забросом в пищевод желчи из двенадцатиперстной кишки с pH ≈ 7 или прохождением через пищевод газовых пузырей из желудка. Для обнаружения некислых рефлюксов или газовых пузырей измерения только кислотности пищевода недостаточно.

## Методология импедансометрии пищевода
В пищевод вводится зонд толщиной около 2 мм, на котором с интервалом 2 см расположены электроды для измерения импеданса и датчик pH. Появление гастроэзофагеального рефлюкса (ГЭР) обнаруживают с помощью импедансометрии, а уровень pH в болюсе рефлюксата определяют с помощью датчика pH.
Обнаружение болюса рефлюксата основано на том, что:
1. Проводимость жидкого рефлюксата выше проводимости стенок пищевода. Поэтому, когда жидкий рефлюксат попадает в пищеводе на электроды, он расширяет просвет пищевода, и за счёт изменения геометрии (увеличения сечения с высокой проводимостью) импеданс между этими электродами уменьшается.

1. Проводимость газового болюса ниже проводимости стенок пищевода. Поэтому, когда газовый пузырь попадает в пищеводе на электроды, импеданс между этими электродами возрастает вплоть до разрыва электрической цепи.

Используя эти закономерности, по динамике импеданса обнаруживают появление ГЭР, а по величине импеданса в рефлюксате выявляют эпизоды жидкого ГЭР, газового ГЭР и смеси газа с жидкостью.